# Escritos y Discursos
Escritos y Discursos es una recopilación de los escritos y discursos del sacerdote y filósofo peruano Bartolomé Herrera realizada por el historiador Jorge Leguía.

## Historia
El 25 de mayo de 1929, durante el Oncenio de Leguía, mediante Resolución Suprema se encomienda al historiador Jorge Basadre Grohmann, entonces catedrático de la Universidad Nacional Mayor de San Marcos (UNMSM), la recopilación de la obra de Bartolomé Herrera, que se encontrara dispersa en folletos y periódicos que dejaron de circular. Basadre, por su parte, envió una carta a Jorge Guillermo Leguía Iturregui, historiador y director de la Biblioteca de la República, transfiriéndole la labor de recopilación de la obra de Herrera, labor que aceptó. Sin embargo, la temprana muerte de Leguía Iturregui en el año 1934 hizo que la labor de recopilación quedara interrumpida.

## Estructura
La recopilación se encuentra divida en 2 tomos.
- El Tomo I se encuentran los escritos y discursos de Herrera datadas entre 1834 y 1847. Fue publicada en el año 1929. Contó con prólogo escrito por Leguía Iturregui[4] y biografía de Herrera escrita por sus sobrinos Gonzalo y Rodrigo Herrera.[3] Entre dichos discursos se encuentra el Sermón del 28 de julio de 1846.
- El Tomo II. Incompleta debido al fallecimiento de Leguía Iturregui.[2] Fue publicada en el año 1934. Contó con un ensayo de Leguía Iturregui y escritos de José Arnaldo Marquéz y Jorge Basadre.[5][6]